# (5126) Aqueménides
(5126) Aqueménides es un asteroide que forma parte de los asteroides troyanos de Júpiter, descubierto el 1 de febrero de 1989 por Carolyn Shoemaker desde el Observatorio del Monte Palomar, Estados Unidos.

## Designación y nombre
Designado provisionalmente como 1989 CH2. Fue nombrado Aqueménides en honor al héroe griego que participó en la guerra de Troya, Aqueménides. Nacido en Itaca, fue un gerrero griego, compañero de Odiseo. Más tarde, fue dejado en la tierra de los cíclopes cuando Odiseo cegó al Cíclope y escapó. Con el tiempo Eneas lo encontró, escuálido y vestido con harapos unidos con espina y lo rescató.

## Características orbitales
Aqueménides está situado a una distancia media del Sol de 5,241 ua, pudiendo alejarse hasta 5,372 ua y acercarse hasta 5,111 ua. Su excentricidad es 0,024 y la inclinación orbital 29,86 grados. Emplea 4383,51 días en completar una órbita alrededor del Sol.

## Características físicas
La magnitud absoluta de Aqueménides es 10,6. Tiene 52 km de diámetro y su albedo se estima en 0,05.